# María Colores
María Magdalena Ortiz Panatt, más conocida como María Colores (Santiago, 28 de agosto de 1981), es una cantautora e instrumentista chilena de pop-rock, enmarcada dentro del nuevo pop chileno.

## Trayectoria musical
María Colores fue la artista más destacada de la generación 2011 de la casa discográfica Sello Azul en Chile. Tras el lanzamiento de su primer disco, Llamadas perdidas, su primer sencillo homónimo sonó en radios a lo largo de todo el país durante el segundo semestre de 2011 y formó parte de la banda sonora de la teleserie Peleles de Canal 13.
También participó en la Teletón 2011.
María Colores fue invitada a realizar el show musical para la ceremonia 2012 de la entrega de los Premios Altazor. Luego fue invitada a telonear el concierto de Pedro Aznar en el Teatro Nescafé de las Artes el 13 de octubre de 2011, y realizó una gira por el sur de Chile en febrero de 2011 junto al reconocido cantautor Chinoy. Además, ha tocado en destinos tan lejanos como Punta Arenas y Antofagasta, cubriendo la mayoría de las capitales regionales a lo largo de todo Chile.
Ha realizado presentaciones en Centro Cultural Matucana 100, Teatro Nescafé de las Artes, Teatro El Ladrón de Bicicletas, Centro Cultural Amanda, Club Onaciú, Bar Catedral, Bar El Clan, Teatro Mori, Club de Jazz Le Fournil, Casa Lastarria, Centro Arte Alameda, Patio Bellavista y regularmente en todos los lugares más conocidos del circuito de música en vivo de Santiago. 
En 2011 participó del prestigioso Concurso Luis Advis para compositores en la categoría de música popular, donde resultó finalista. Ha sido invitada a participar en festivales como Rock Carnaza, Día de la Música en Santiago y Coquimbo, Festival de las Artes, Municipalidad de San Miguel, Festival de Verano Plazas y Parques de Ñuñoa. Además, ha participado como artista invitada a las ceremonias inaugurales de La Feria Internacional del Libro y Feria del Libro Juvenil e Infantil.
Tras ser madre por primera vez, María Colores tuvo una exitosa promoción del segundo disco de su carrera, titulado Me gusta la vida (2014). Este álbum fue lanzado a través del sello Plaza Independencia, y contó con el apoyo del Fondo de la Música del Consejo Nacional de la Cultura y las Artes.
Su single homónimo tuvo una alta rotación en televisión, ya que fue la canción principal de un comercial.
Además participó junto a grandes artistas en el disco y show tributo a Cerati “Te veré volver”. Ese mismo año comenzó a internacionalizar su carrera. Estuvo en Argentina, México, tuvo una exitosa gira por Estados Unidos y participó en el LIMA Music Festival en Perú.
El año 2015 lanzó su tercer disco de estudio, Dejemos ir.
En 2016 colaboró con la productora Yestay en la elaboración de un video musical sobre el desarrollo de la educación pública en el espacio Tararea realizado por dicha productora y difundido por Novasur.

## Discografía
Álbumes de estudio
- Llamadas perdidas (2011)
- Me gusta la vida (2013)
- Dejemos ir (2015)
- Virgo ascendente Piscis (2025)

Sencillos
- 2011: «Llamadas perdidas»
- 2011: «Celebrar»
- 2011: «El mundo de tu mano»
- 2013: «Me gusta la vida»
- 2014: «Todo se da»
- 2015: «Un lugar»
- 2018: «Ya te encontré»
- 2024: «¿Qué signo eres?»